# Nota roja
La nota roja  es un género de periodismo que se centra en acontecimientos relacionados con violencia física relacionada con el crimen, accidentes y desastres naturales. El origen del nombre está relacionado con la Inquisición, particularmente la que operaba en el Imperio Español, donde una estampa roja era colocada para la ejecución u otros castigos. En el siglo XIX, el término comenzó a ser usado para noticias relacionadas con crímenes violentos, especialmente asesinatos. Con el desarrollo de la industria periodística en ese siglo, las noticias sobre crímenes se escribieron de manera larga y detallada, con imágenes explícitas. Ambas estaban destinados a provocar emociones. La necesidad de provocar emoción en las historias continuó, pero la introducción de la fotografía en el periodismo cambió tanto la ilustración como el texto de las historias; las fotografías (especialmente las sangrientas) dominaron las páginas de la nota roja y disminuyó la longitud de los artículos.

## Definición
La nota roja es un género de la prensa sensacionalista o nota amarilla, definida por su exclusivo enfoque en historias que involucran violencia física (Comúnmente ocasionada por robos, asesinatos, accidentes trágicos, encarcelamiento y ejecuciones). También suelen ser incluidos los desastres naturales.
Este tipo de noticias pueden ser encontradas en anuncios, secciones, o en su defecto, periódicos completos; como también en revistas y en la televisión.
Estos reportajes van dirigidos a las clases sociales más bajas, principalmente de México y América Latina. La nota roja se centra en el desgaste físico y emocional de los eventos, combinando imágenes gráficas y narraciones sensacionalistas. La fotografía en los periódicos suele ser mucho más gráfica que la mostrada en el medio de los demás países. Las imágenes en estas fotos incluyen cabezas decapitadas en los pisos de discotecas, personas atropelladas, cuerpos flotando en ríos y drenajes, huesos humanos en granjas como en barrancos, y personas torturadas por grupos satánicos y cárteles de drogas. Los textos y encabezados son crudos y se muestran despreocupados por la privacidad de la víctima. Estos encabezados son escritos para obtener atención; suelen ser exagerados o melodramáticos, como también impresos de forma simple o con colores contrastantes. La narrativa de la nota roja es simple, breve y sin comentarios sobre el significado de los hechos.

## Historia

### Orígenes
El origen de esta variedad de noticia ha sido relacionado con el tecpuyutl (el pregonero de la nobleza azteca) así como con la literatura de cordel española del siglo XVI. Sin embargo, el nombre está más relacionado con la Inquisición Mexicana.  Los inquisidores llevaban a cabo castigos brutales, los cuales se realizaban ocasionalmente en lugares públicos. Los anuncios de estas torturas eran publicados en las calles y las plazas de la Nueva España, los cuales tenían la autorización de las autoridades eclesiásticas mediante un sello rojo (nota roja).

### sigloXIX

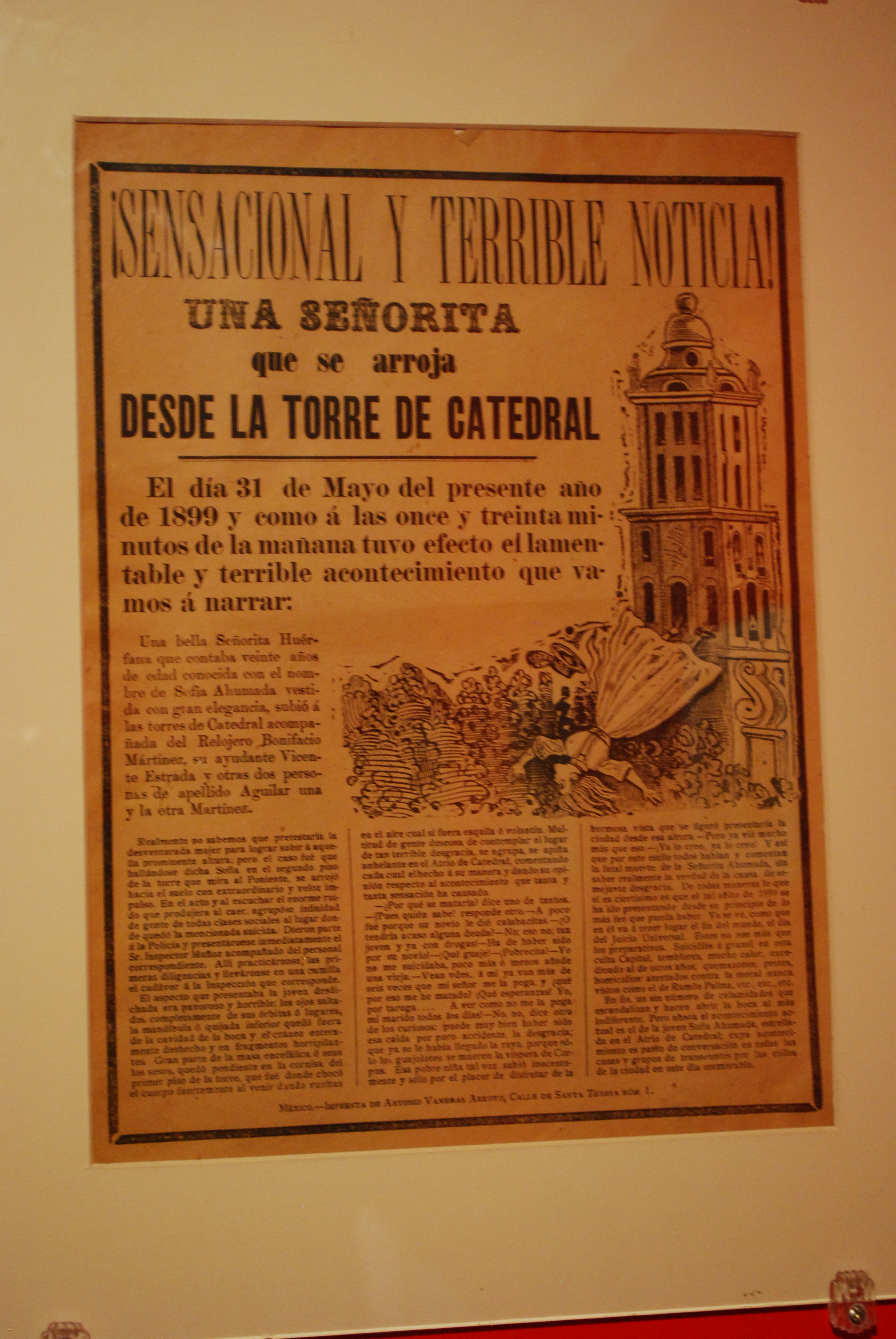
Hoja de nota roja con una ilustración por José Guadalupe Posada

En el siglo XIX, el término “nota roja” era análogo a los crímenes violentos, especialmente a los asesinatos del inicio de este siglo. Según la leyenda, un periódico de Guadalajara empezó a imprimir los encabezados de estas historias con color rojo en 1889,  para indicar que el relato era acerca de un asesinato y de esta manera poder provocar horror entre los lectores.
El desarrollo de los periódicos comerciales dio lugar a secciones completas de historias violentas (hechos comunes en México por la gran cantidad de guerras e inestabilidad política). Las narraciones pasaron a ser textos largos, dramatizados, minuciosos y con descripciones gráficas acompañadas con el perfil psicológico del agresor. Las historias más sensacionalistas fueron acompañadas por historietas y dibujos hechos a mano. El propósito de estas imágenes no era brindar una representación fidedigna del evento o de sus secuelas, sino para mostrar una forma más artística de lo acontecido, dándole así una sensación de tragedia. Se exhortaba al lector a imaginar el resto de la escena, y las imágenes se esforzaban en cumplir con las costumbres sociales de la fecha, tales como la modestia femenina.
Una de las notas rojas más famosas fue publicada en 1899 por Antonio Vanegas Arroyo, la cual fue vendida mientras se gritaba la siguiente frase: “¡Sensacional y terrible noticia! ¡Una señorita que se arroja desde la torre de la catedral!” La foto de esta nota es atribuida a José Guadalupe Posada. La imagen mostraba a una mujer cayendo desde la torre, sin embargo, su vestido se veía arreglado como cualquier día, no como si hubiera sufrido la caída.

### sigloXXy actualidad
Las primeras fotografías que aparecieron en los periódicos mexicanos fueron alrededor de los años 1900, y éstas cambiaron la forma en que las historias de la nota roja fueron ilustradas. Debido a su naturaleza, las imágenes fotográficas eran más realistas y menos interpretativas, tendiendo a confrontar al observador con la violencia de la escena. Antes de que hubiera cámaras en los celulares, la fotografía estaba limitada a la secuela de los hechos, cuando solo los reporteros podían llegar. No obstante, la naturaleza gráfica de estas fotografías proporcionaba al público un apetito muy estimulante. Originalmente, la fotografía de estas escenas trató de crear mayor drama con el uso de la luz, ángulos, etcétera (la fotografía de Enrique Metinides es un gran ejemplo de esto) pero de 1940 a 1960, el enfoque de la fotografía se inclinó más a las imágenes sangrientas.
A finales del siglo XX, la demanda por historias e imágenes gráficas había transformado la forma de representar la nota roja. Las fotografías que ahora predominaban en este tipo de noticias tenían un contenido más morboso y con mayor cantidad sangre, sin más provocada que el sensacionalismo. El texto se recortó al mínimo, y los encabezados se enfocaban exclusivamente en el acto violento. En los años 1960, este fue generalmente caracterizado por el uso del pronombre enclítico, el cual se enfoca más en los verbos. Un gran ejemplo lo da Alarma!, (la revista arquetipo de la nota roja) con “Raptóla, violóla y matóla” (La raptó, la violó y la mató).[cita requerida]  Ya en 1970, la mayoría de los crímenes reportados eran escritos de esta manera.
En los años 1970, existieron periódicos que se dedicaron exclusivamente a la nota roja como Alarma y La Prensa, los cuales se volvieron muy populares e inclusive se vendieron en Estados Unidos.  La nota roja moderna se sigue enfocando en la sangre y en la violencia, pero se ha movido más al tema del crimen organizado, especialmente el tráfico de drogas.
En los años 1990, el género ya se había trasladado a la televisión. Los primeros programas al estilo de la nota roja fueron Hard Copy y Ocurrió Así, ambos producidos en Estados Unidos, pero fueron seguidos por otros como Primer Impacto, de la cadena hispano - estadounidense Univision "A Sangre Fría" y "Detrás del Vídeo", de Televisa "Expediente, Cámara y Delito", "Ciudad Desnuda", "Visión Urbana", "Metrópolis", de TV Azteca "Duro y Directo" y "Fuera de la Ley", también de Televisa etcétera. Todo esto se ha convertido en parte de la cultura popular y ha atraído la atención de los funcionarios públicos, quienes han acusado a estos programas de promover y comercializar la violencia, haciéndola ver más común de lo que realmente es.

## Psicología
Normalmente, el color rojo se ha asociado con el peligro. De manera, que estos sucesos, se les podría llamar con el nombre de tal color, para una mayor comprensión.

## Crítica

### La nota roja como reflejo de la moral de la época
La nota roja ha influenciado obras literarias. El escritor Jorge Ibargüengoitia, quien solía leer noticias de nota roja frecuentemente, tenía la sensación de que reflejaban la moralidad de los tiempos y que destacaba a personas comunes que normalmente no aparecían en el periódico.[cita requerida] La nota roja ha sido la inspiración de muchos novelistas y escritores, como el nicaragüense Sergio Ramírez, quien tomaba historias para explorar la condición humana en el mundo moderno.[cita requerida] Carlos Monsiváis estableció que: “La nota roja convertía a los crímenes más notorios en una expresión artística y que los cuentos de hadas de adultos eran vistos en actos de sangre”.[cita requerida]

### La nota roja como reproductora de una perspectiva policiaca
La nota roja y la nota policiaca ha sido criticada por reproducir los puntos de vista de las autoridades y no brindar oportunidades al público lector para entender el contexto social en que suceden los crímenes, ni herramientas para prevenirlos.